# 199e division d'infanterie (Allemagne)
Pour les articles homonymes, voir 199e division d'infanterie.
La  199e division d'infanterie (en allemand : 199. Infanterie-Division ou 199. ID) est une des divisions d'infanterie de l'armée allemande (Wehrmacht) durant la Seconde Guerre mondiale.

## Création et différentes dénominations
La 199. Infanterie-Division est formée le 1er novembre 1940 à Düsseldorf dans le Wehrkreis V en tant qu'élément de la 7. Welle (7e vague de mobilisation).
Rattachée à l'Armee Norwegen, elle est envoyée près de Oslo en Norvège en fin de l'année 1940 et reste dans le centre du pays jusqu'en mai 1941. Puis, elle est envoyée au nord de la Norvège et en Finlande, mais ne participe à aucun combat contre les russes. De retour en Norvège en fin d'année 1941, elle occupe le secteur de Narvik.
En 1945, elle est rattachée à la 20. Gebirgs-Armee et finit la guerre au Danemark.

## Organisation

### Commandants
| Date                               | Grade           | Commandant       |
| ---------------------------------- | --------------- | ---------------- |
| 1er novembre 1940 - 1er avril 1942 | Generalleutnant | Hans von Kempski |
| 1er avril 1942 - 1er août 1943     | Generalleutnant | Wilhelm Raithel  |
| 1er août 1943 - 20 juin 1944       | Generalleutnant | Walter Wißmath   |
| 20 juin 1944 - 8 mai 1945          | Generalleutnant | Helwig Luz       |

### Officiers d'opérations (Generalstabsoffiziere (Ia))
| Date                              | Grade               | Commandant                              |
| --------------------------------- | ------------------- | --------------------------------------- |
| 25 octobre 1940 - 25 février 1943 | Major i.G.          | Otto Egelhaaf                           |
| 25 février 1943 - ? 1945          | Oberstleutnant i.G. | Hubert Freiherr Schenck zu Schweinsberg |

## Théâtres d'opérations
- Norvège : novembre 1940 - mai 1941
- Finlande : mai 1941 - décembre 1941
- Norvège : décembre 1941 - mars 1945
- Danemark : mars 1945 - mai 1945

## Ordre de bataille
1940
- Infanterie-Regiment 345
- Infanterie-Regiment 341
- Infanterie-Regiment 357
- Artillerie-Regiment 199
  - I. Abteilung
  - II. Abteilung
  - III. Abteilung
- Pionier-Bataillon 199
- Infanterie-Divisions-Nachrichten-Abteilung 199
- Divisions-Nachschubführer 199

1/1/1943
Infanterie-Regiment 345
Infanterie-Regiment 357
Festung Kommandatur Lofoten (I./ Feld Régiment.502 et Luftwaffe Feld Régiment 501)
Festungsbataillone 646,649 et 650
Panzerjäger abteilung 199 (3./ 199)
Aufklärungs-truppen 199
Gebirgsauflärung-truppen 95 
Artillerie-Regiment 199
I./Abteilung 
II./Abteilung 
Pionere-bataillon 199
Nachrichtentruppen 199
Nachschubtruppen 199
Verwaltungstruppen 199
Sanitätstruppen 199
Veterinärtruppen 199
Kraftfahrparktruppen 199
Ordnungstruppen 199
Feldpost 199
Sicherungstruppen (I./556 et I./596)
Sonstige trappes (frontleitneben stelle Narvik 112)
1945
- Grenadier-Regiment 345
- Grenadier-Regiment 357
- Grenadier-Regiment 373
- Füsilier-Bataillon 199
- Artillerie-Regiment 199
  - I. Abteilung
  - II. Abteilung
- Pionier-Bataillon 199
- Panzerjäger-Abteilung 199
- Feldersatz-Bataillon 199
- Infanterie-Divisions-Nachrichten-Abteilung 199
- Divisions-Nachschubführer 199